# Energiatárolás
Az energiatárolás olyan eljárás, amelynek során az energia valamilyen fajtáját felhalmozzák annak érdekében, hogy egy későbbi időben hasznos munkavégzésre lehessen fordítani. Az energiatároló eszközt egyes esetekben akkumulátornak nevezik.
Az energia minden formája vagy potenciális energia (például kémiai, gravitációs vagy elektromos energia) vagy kinetikus energia (például a hőenergia). Az ébresztőóra potenciális energiát tárol (ebben az esetben a rugó megfeszítéséből származó mechanikai energiát), a galvánelem villamosenergiává átalakítható kémiai energiát tárol, mely például a számítógép belső óráját képessé teszi arra, hogy akkor is járjon, ha a számítógép le van kapcsolva a villamos hálózatról. A vízerőmű gátja a víztározóban felgyűlt víz potenciális energiáját tárolja olyan esetre is, amikor a folyó vízhozama nem szolgáltatna elegendő energiát a fogyasztás fedezésére. A fosszilis tüzelőanyagok, mint a szén és a kőolaj, az ősi napsugárzás energiáját tárolják. Még az élelmiszerek is amellett, hogy a szervezet regenerálásához szükséges anyagokat biztosítják, kémiai energia formájában tárolt energiaforrást jelentenek az élettevékenységekhez.

## Az energiatárolás célja
Az energiát alapvetően két esetben szükséges tárolni. Ha a rendelkezésre álló energiaforrás teljesítménye nem elegendő a felhasználására szánt gyors lefolyású folyamat teljesítményigényét fedezni, akkor előzőleg egy energiatárolót lassan feltöltenek, majd gyors lemerítésével (kisütésével) a szükséges teljesítmény rövid időre elérhető. Erre klasszikus példa a számszeríj, aminél az emberi teljesítmény korlátozott volta miatt fogaskerekes áttételen keresztül lassan, kis erőkifejtéssel lehet felhúzni az erős íjat, majd az íjban tárolt potenciális energia a elsütőbillentyű meghúzásával felszabadul és a nyílvessző mozgási energiájává alakul át.
Más esetben az energia nem áll mindig rendelkezésre olyan mennyiségben, ahogy a fogyasztó igényli. Ilyenkor célszerű az energiatárolót feltölteni a többletenergiából, majd kisütni, amikor a fogyasztás nagyobb, mint a termelt energia. Ezt a módszert használják a dugattyús erő- és munkagépek (gőzgép, belsőégésű motorok, dugattyús szivattyúk) forgattyús hajtóműveiben, ahol a lendkerék tölti be az energiatároló szerepét.
Az országos villamos hálózatban a napi és évi energiafogyasztás nagymértékben változik. Éjszaka kisebb a fogyasztás, de reggel, amikor az emberek felkelnek, munkába mennek, majd a termelőüzemek beindulnak, megnő a fogyasztás és ugyancsak fogyasztási csúcs van este a világítás és a sok bekapcsolt televízió készülék miatt. Télen a fogyasztás a mérsékelt égövben nagyobb a világítás és a fűtés következtében, nyáron kevesebb, bár a klimatizálás elterjedése miatt a nagyon meleg nyári napokon is csúcs alakul ki. A hálózati igényeket az erőművek fel- és leterhelésével követni lehet bizonyos határok között. Ez a lehetőség azonban korlátozott. Az atomerőművek teljesítményét alig lehet változtatni. A hagyományos hőerőművek (melyek gőzkazánokat és gőzturbinákat használnak energiatermelésre) teljesítménye csak lassan változtatható, indításuk és leállításuk hosszú (6-8 órás) folyamat. Még sokkal rosszabb a helyzet a szélerőművek esetében, ahol attól függ az energiatermelés, hogy fúj-e a szél vagy nem. A napfény hasznosításával hasonló a helyzet: éjszaka nem süt a nap, de felhős időben és télen is, amikor legnagyobb az energiaigény, sokkal gyengébb a sugárzás.
A vízerőművek reagálnak leggyorsabban a fogyasztási igények változására, egy vízturbina gyorsan indítható és leállítható, illetve szabályozható a teljesítménye. Olyan országok, ahol a vízerőművek az energiaellátás nagy részét adják, olcsóbb naperőműveket és szélerőműveket létesíteni, mert azok rapszodikus szolgáltatását a vízerőművek könnyen kompenzálni tudják. Meg kell jegyezni, hogy a vízerőműveket legtöbb esetben gáttal és víztározóval együtt létesítik, mely utóbbi maga is energiatároló, amellett, hogy biztosítja a megfelelő esést és így a vízturbinák szükséges teljesítményét is.
Az olyan régiók, ahol elegendő vízenergia nem áll rendelkezésre (ilyen Magyarország is), ott két lehetőség nyílik a probléma megoldására: vagy olyan erőműveket kell telepíteni, melyek gyorsan indíthatók és leállíthatók, vagy energiatárolókat kell alkalmazni. A szélenergia és napfény energiájának hasznosítása ilyen helyeken jelentősen megdrágul, hiszen a gyorsan indítható erőművek (ezek általában gázturbinás vagy dízelmotoros erőművek) beruházási és üzemelési költségeit is bele kell kalkulálni a termelt áram árába, hogy ne kelljen időszakosan energiakorlátozást bevezetni. A szabályozható erőművek hatásfoka a névleges teljesítményüknél a legnagyobb, így részterhelésnél a hatásfok romlik, a termelt villamos energia ára nő.
Az energiatárolás egyik módja a fosszilis üzemanyagok tárolása, de ez is többletköltséggel és tényleges veszteséggel is jár: az éves csúcsokra tárolt szén például a szabad ég alatt lassan oxidálódik.
Egy rendszerben felléphetnek energiatárolás szempontjából kedvező jelenségek is, pl. vezérelt árammal működő hőenergia tároló, mely az erőmű hatásfokának javítása céljából meghatározott időpontban fordítja melegítésre az elektromos energiát. Vagy a napkollektoros hőenergia/áram termelésben alkalmazott helyi (fogyasztói) tároló, mely a napi fogyasztást szolgálja, és csak kimerülése esetén vesz fel a hálózatból elektromos energiát. Több együttműködő fogyasztó hálózata is képes bizonyos kiegyenlítésre, pl. egy épületen az elektromos napelem rendszer többletenergiáját a közelben tudja felhasználni, ha van a közelében azonos periódusban működő elektromos fogyasztó, és ezzel kisebb mértékben terheli a hálózatot.

## Az energiatárolók fajtái

### Az energia fajtája szerint
- Kémiai
  - Hidrogén (Power-to-Gas)
  - Bioüzemanyag
  - Tüzelőanyag
  - Folyékony nitrogén.[2]
  - Hidrogén-peroxid
- Biológiai
  - Keményítő
  - Glikogén
- Elektrokémiai
  - Galvánelem
  - Akkumulátor
- Elektronikai
  - Kondenzátor (elektronika)
  - Ultrakapacitás

1-Nátrium-szulfid akkumulátor
2-Cink-bróm akkumulátor
3-Nátrium-Kén akkumulátor
4-Szivattyús-tározós erőmű
5-Lítiumion-akkumulátor
6-Ólom-savas akkumulátor
7-Nikkel-metál-hidrid akkumulátor
8-Vanádium-redox akkumulátor
9-Lendkerék
10-Nikkel-kadmium akkumulátor
11-Ultrakapacitás
12-Sűrített levegő (CAES)

  - Szupravezető mágneses energiatároló (SMES)
- Mechanikai
  - Sűrített levegős energiatároló (CAES, adiabatikus-CAES, izotermikus-CAES, A-CAES)
  - Lendkerék
  - Hidraulikus energiatároló
  - Szivattyús energiatározó (Az ábrán a 4 jelű tárolóváltozat, a szivattyús tározó helyéhez tartozó teljesítményérték nagyságrendileg elmarad az ilyen létesítményekről máshol olvasható adatoktól. Elég összevetni a https://de.wikipedia.org/wiki/Liste_von_Pumpspeicherkraftwerken#Deutschland címen sok ország legnagyobb szivattyús-tárolós erőműveiről olvasható felsorolással.)
  - Rugó
  - Gravitációs energiatároló
- Hő és fázisváltó
  - Meleg víz tárolása
  - Jég tárolás
  - Olvasztott só
  - Folyékony nitrogén
  - Folyékony levegő (LAES)
  - Évszakok hőenergiájának tárolása/szezonális tároló
  - Napenergiával hevített sós tó
  - Hőtárolós kályha
  - Gőztároló
  - Tűzmentes jármű
  - Eutektikum
- Tüzelőanyag tárolás

### A tároló típusa szerint

#### Geológiai tároló
A földkéreg geológiai tulajdonságai szerint, a felszín alatti földszerkezet alkalmas lehet arra, hogy szezonálisan, vagy akár óránként változó igényekhez nagy mennyiségű energiát tároljon. A geológiai tárolókban akár anyagokat (hidrogént, szintetikus metánt), vagy potenciális energiát (pl. sűrített levegőt), de akár hőmennyiséget is tárolhatunk. A tárolásra porózus rétegeket, vagy föld alatti üregeket használhatunk. Föld alatti bányák üregei csúcserőművi szivattyús tárolóként is kialakíthatók, felszíni tavakkal összekötve. A geológiai tárolók ökológikus és fenntartható használatához részletes tervezési és ellenőrzési tevékenység szükséges, különösen védett területek, vagy ivóvíz tárolók környékén.

#### Vízszint alatti úszó energia tároló
Az úszó energia tároló működési elve egy súlyokkal leterhelt, víz alá nyomott, levegővel teli tartállyal tudjuk szemléltetni. A tartályalján egy nyíláson turboszivattyún keresztül vizet engedünk be, egyúttal a tartály felsőnyílásán levegőt engedünk ki, akkor ezzel energiát tudunk a rendszerből kivenni. Ha a többlet elektromos energiával a vízáramot megfordítva kiszivattyúzzuk a vizet, akkor energiát tárolunk (Buoyant Energy Storage).

## Néhány energiatároló jellemzői
(Kína legnagyobb szivattyús tározós vízerőművének 3600 MW a teljesítménye. https://de.wikipedia.org/wiki/Pumpspeicherkraftwerk_Fengning Szu Ignác)
| Jellemzők                    | Elektromos kondenzátor | Ultrakapacitás | Szupravezetős mágneses energiatároló | Lendkerék (Acél vagy műanyag) 3000 1/min | Lendkerék (szénszállal erősített műanyagból) 80 000 1/min | Akkumulátor | Szivattyús tározós vízerőmű | Pneumatikus tározó | Cseppfolyós hidrogén         |
| ---------------------------- | ---------------------- | -------------- | ------------------------------------ | ---------------------------------------- | --------------------------------------------------------- | ----------- | --------------------------- | ------------------ | ---------------------------- |
| Legnagyobb teljesítmény (MW) | 0,01                   | 0,1            | 7                                    | 15                                       | 50                                                        | 17          | 3600                        | 290                | 0,2                          |
| Élettartam (ciklus)          | 100 millió             | 0,5 millió     | 1 millió                             | 1 millió                                 | 1 millió                                                  | 2000        | ?                           | ?                  | 30 000 h (Tüzelőanyag-cella) |
| Hatásfok (%)                 | 95                     | 90             | 90                                   | 90                                       | 95                                                        | 80          | 80                          | 42-54              | 18,2                         |
| Önkisütési szint (%/h)       | 0,01                   | 0,2            | ?                                    | 3–20                                     | 0,1–10                                                    | 0,01        | ?                           | ?                  | 0,1                          |
| Beruházási költség (€/kWh)   | 200 000                | 10 000         | 30–2000                              | 5000                                     | ?                                                         | 100         | 71                          | Kísérleti telep    | Kísérleti telep              |
| Energiasűrűség (kWh/t)       | 0,03                   | 5              | 0,03                                 | 6                                        | 50                                                        | 30–120      | 0,4                         | 9                  | 33 300                       |
| Jellemző kisütési idő        | 0,01 s                 | 100 s          | 0,01 s                               | 100 s                                    | 100 s                                                     | 1 h         | 8 h                         | 2 h                | 0,5 h                        |

## Létesítmények
- Highwiew Power által kivitelezett cseppfolyós levegővel működő üzem elnyerte a BusinessGreen Technology Awards 2018 évi díját. A technológia berendezéseinek élettartama várhatóan 30-40 év, 4-12 órás működésre alkalmas, 10-200 MW teljesítményre és 40-2000 MWh kapacitásra építhető ki. A demonstrációs célra épült berendezés 2018 áprilisában Pilsworth hulladéklerakó üzemnél Bury, Greater Manchester-nél épült.
- Power to Gas (hidrogén fejlesztéses energiatároló), Mississauga, Ontario (USA) épült 2018. júl. 16. Gyártó: Hydrogenics Corporation. Teljesítmény 2,5 MW. A hidrogént üzemanyagcellás berendezések és más felhasználók részére termelik.
- Power to Gas, Germany, Falkenhagen. Teljesítmény 2 MW. Gyártó: E-ON, és Swissgas AG. Szélenergiát alakít át hidrogénné, és adja tovább a földgáz hálózatnak.
- A Hydrostor cég Torontóban (de más helyszíneken is) állandó nyomású, szabványos kompresszoros, adiabatikus körfolyamatú sűrített levegős energia tárolást valósít meg Goderichben, és épül új berendezés Kanadában is, továbbá az USA-ban Los Angelesnél 500 MW kapacitással.